# Ardito (D 550)
Il cacciatorpediniere Ardito in servizio nella Marina Militare dall'inizio degli anni settanta, sino al 2005 costituiva, insieme all'Audace, la classe Audace. Entrambe le unità non più operative dal 2005, sono state demolite ad Aliaga, Turchia, nel 2018.

## Costruzione
L'Ardito è stata l'ultima nave militare ad essere costruita nel cantiere navale di Castellammare di Stabia. In questo cantiere sono state costruite in precedenza molte altre navi militari; tra cui la nave scuola Amerigo Vespucci, l'incrociatore Caio Duilio e l'incrociatore Vittorio Veneto.
Alla sua consegna, era dotato di una rampa lanciamissili Tartar e di tubi lanciasiluri antinave, oltre che di tubi lanciasiluri antisommergibile, di due cannoni da 127/54 in installazione singola e 4 cannoni Compatto Oto Melara da 76/62. In questa configurazione prestò servizio come unità di squadra, principalmente in configurazione antinave.

Immagini della nave prima e dopo le modifiche
L'Ardito prima delle modifiche degli anni ottanta
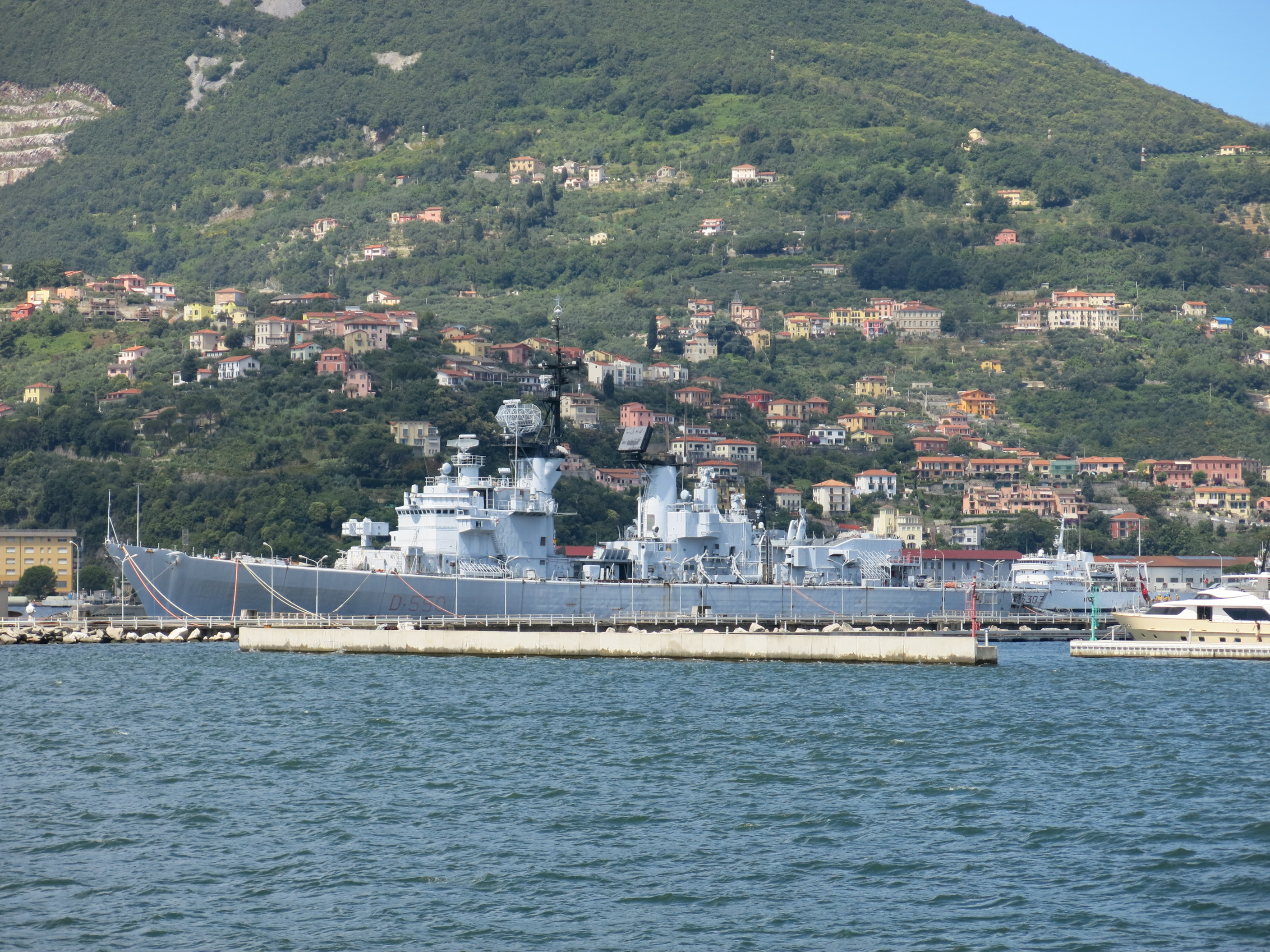
L'Ardito dopo il ciclo di aggiornamento tecnologico

Alla fine degli anni ottanta venne sottoposto ad un ciclo di modifiche che eliminarono una delle installazioni da 127/54, sostituendola con un lanciatore per missili antiaerei Albatros/Aspide, e sostituendo i cannoni da 76/62 di tipo Compatto con il più moderno modello Super Rapido, dello stesso calibro e costruttore.
Anche i tubi lanciasiluri antinave furono sbarcati e rimpiazzati da un sistema missilistico Teseo con missili Otomat, mentre la rampa per i missili Tartar fu sostituita da una più moderna rampa Mk 13 per missili Standard SM-1MR.
L'unità era fin dalla costruzione in grado di far operare due elicotteri antisommergibile come gli Agusta AB-212 in configurazione ASW, ospitandoli nel suo hangar di bordo.

## Servizio
L'Ardito ha partecipato, insieme alla fregata Lupo, dal 18 luglio 1979 al 4 febbraio 1980, ad una crociera di rappresentanza circumnavigando il mondo, toccando ben 33 porti stranieri, al comando dell'ammiraglio Enrico Rossi.
In questa crociera fu sperimentato con successo il sistema di radiocollegamento con il Satellite SIRIO, La cui Antenna di bordo con capacitá di correzione automatica del puntamento in funzione dei valori di rollio e beccheggio ed il sistema di ricetrasmissione full-Duplex multimodo, sono stati installati durante i  lavori precedenti la crociera e rimasti in servizio fino al ciclo dei grandi lavori di modifiche precitati.
Dal 2 luglio 1983 al 26 febbraio 1984 partecipa alla missione ITALCON in Libano a Beirut - 3 missioni per un totale di 198 giorni in acque territoriali libanesi - conclusa il 26 febbraio a Livorno con la parata delle truppe della Brigata paracadutisti "Folgore" a Livorno, alla presenza del presidente della repubblica Sandro Pertini.

## Storia
In precedenza il nome Ardito era stato portato da due unità della Regia Marina.
La prima era un cacciatorpediniere in servizio dal 1913 al 1931.
La seconda era una torpediniera della classe Ciclone costruita nel cantiere Ansaldo di Genova e varata il 16 marzo 1942. Dopo l'armistizio dell'8 settembre 1943 venne catturata dai tedeschi, incorporata nelle Torpedoboote Ausland della Kriegsmarine e rinominata TA 26. Venne affondata da un'unità della Us Navy il 15 giugno 1944.

### Elenco dei comandanti
- Capitano di vascello Giovanni Moro (dal 5 dicembre 1973 al 6 ottobre 1974)
- Capitano di vascello Giancarlo Lombardi (dal 7 ottobre 1974 al 6 ottobre 1975)
- Capitano di vascello Fiorenzo Rosso (dal 7 ottobre 1975 al 6 ottobre 1976)
- Capitano di vascello Sergio Majoli (dal 7 ottobre 1976 al 6 ottobre 1977)
- Capitano di vascello Giampaolo Missana (dal 7 ottobre 1977 al 14 ottobre 1978)
- Capitano di vascello Enrico Rossi (dal 15 ottobre 1978 al 12 febbraio 1980)
- Capitano di vascello Roberto Falciai (dal 13 febbraio 1980 al 18 settembre 1980)
- Capitano di vascello Efrom Vaselli (dal 19 settembre 1980 al 17 settembre 1981)
- Capitano di vascello Antonio Camarlinghi (dal 18 settembre 1981 al 17 settembre 1982)
- Capitano di vascello Gianfranco Ginesi (dal 18 settembre 1982 al 26 settembre 1983)
- Capitano di vascello Umberto Guarnieri (dal 27 settembre 1983 al 2 ottobre 1984)
- Capitano di vascello Giancarlo Sartoris (dal 3 ottobre 1984 al 2 ottobre 1985)
- Capitano di vascello Roberto Mion (dal 3 ottobre 1985 al 2 ottobre 1986)
- Capitano di vascello Pierpaolo Ramoino (dal 3 ottobre 1986 al 2 ottobre 1987)
- Capitano di vascello Filippo Pascali (dal 3 ottobre 1987 al 2 ottobre 1988)
- Capitano di vascello Elio Bolognaro (dal 3 ottobre 1988 al 2 ottobre 1989)
- Capitano di vascello Aldo Andrenelli (dal 3 ottobre 1989 al 2 ottobre 1990)
- Capitano di vascello Umberto Alessandrini (dal 3 ottobre 1990 al 2 ottobre 1991)
- Capitano di vascello Paolo Pagnottella (dal 3 ottobre 1991 al 4 ottobre 1992)
- Capitano di vascello Ernesto Muliere (dal 5 ottobre 1992 al 25 settembre 1994)
- Capitano di vascello Andrea Campregher (dal 26 settembre 1994 al 25 settembre 1995)
- Capitano di vascello Cristiano Bettini (dal 26 settembre 1995 al 15 settembre 1997)
- Capitano di vascello Isidoro Fusco (dal 16 ottobre 1997 al 27 settembre 1999)
- Capitano di vascello Giorgio Guidizzi (dal 28 settembre 1999 al 29 giugno 2000)
- Capitano di vascello Marco Santarini (dal 30 giugno 2000 al 29 luglio 2001)
- Capitano di vascello Andrea Liaci (dal 30 luglio 2001 al 29 luglio 2002)
- Capitano di vascello Francesco Loriga (dal 30 luglio 2002 al 12 settembre 2004)
- Capitano di vascello Maurizio Ertreo (dal 13 settembre 2004 al 30 settembre 2005)
- Capitano di vascello Giancarlo Zen (dal 1º ottobre 2005 al 23 ottobre 2005)
- Capitano di vascello Gianluca Turilli (dal 24 ottobre 2005 al 30 settembre 2006)[1]

## Galleria d'immagini

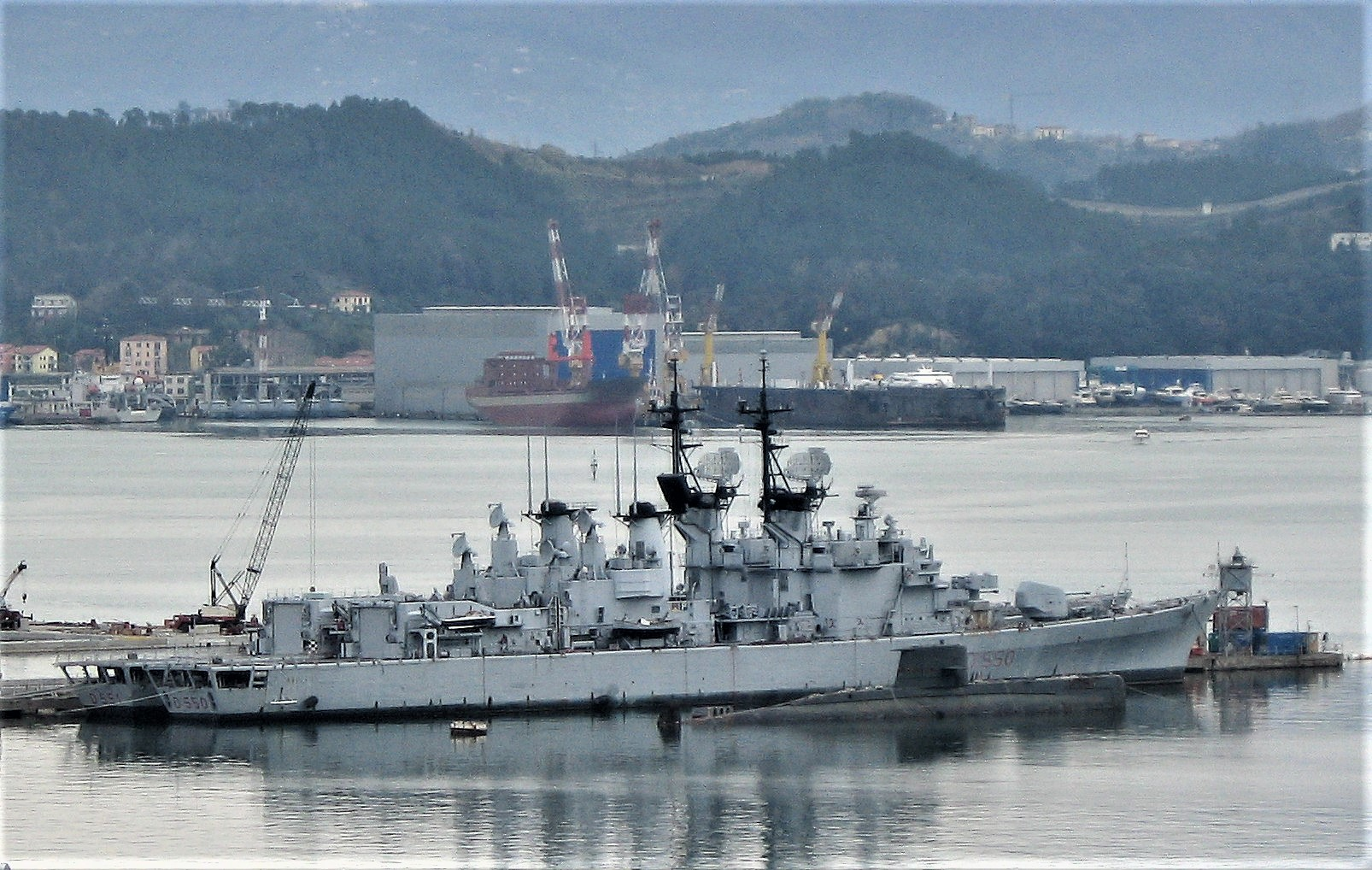
Cacciatorpediniere Ardito e Audace in disarmo nel porto della Spezia nel 2009